# Magdalena (Jalisco)
Magdalena es una localidad del estado mexicano de Jalisco, cabecera del municipio homónimo.

## Toponimia
El nombre de bautizo de la hija de Goaxicar, (Doña Magdalena), dio origen al nombre de esta localidad y del municipio del que es cabecera. El nombre indígena del lugar era Xochitepec, que se traduce como «lugar junto al cerro de las flores» debido a las características de la flora de la zona. Cecilio Robelo, en su obra Sinopsis Toponímica  Nahoa del Distrito Federal indica que significa «en el cerro de las flores».

## Geografía
La ciudad de Magdalena se encuentra en la ubicación 20°55′1″N 103°57′0″O / 20.91694, -103.95000, a una altura aproximada de 1500 m s. n. m. La zona urbana ocupa una superficie de 4.353 km².

## Demografía
Según los datos registrados en el censo de 2020, la población de Magdalena es de 16 873 habitantes, lo que representa un crecimiento promedio de 0.41% anual en el período 2010-2020 sobre la base de los 16 214 habitantes registrados en el censo anterior. Al año 2020 la densidad poblacional era de 3876 hab/km².
| Gráfica de evolución demográfica de Magdalena entre 2000 y 2020   |
|                                                                   |
| Fuente: Instituto Nacional de Estadística Geografía e Informática |

En 2020 el 48.3% de la población (8148 personas) eran hombres y el 51.7% (8725 personas) eran mujeres. El 61.3% de la población, (10 346 personas), tenía edades comprendidas entre los 15 y los 64 años.
La población de Magdalena está mayoritariamente alfabetizada, (2.47% de personas mayores de 15 años analfabetas, según relevamiento del año 2020), con un grado de escolaridad en torno a los 9 años. 

El 93.6% de los habitantes de Magdalena profesa la religión católica.
En el año 2010 estaba clasificada como una localidad de grado bajo de vulnerabilidad social. Según el relevamiento realizado, 5261 personas de 15 años o más no habían completado la educación básica, —carencia conocida como rezago educativo—, y 4993 personas no disponían de acceso a la salud.

## Cultura
El primer museo en el municipio de Magdalena es el Museo Interpretativo del Paisaje Agavero y la Minería, inaugurada en 2016, muestra colecciones sobre la historia del pueblo, la minería y piezas arqueológicas de la zona perteneciente a la tradición Teuchitlán y Guachimontones. Cuenta con una sala para arte contemporáneo.